# کارل ولفل
کارل ولفل (آلمانی: Karl Wölfl; ۵ ژانویهٔ ۱۹۱۴ – ۲۹ نوامبر ۲۰۰۴) دوچرخه‌سوار اهل اتریش بود.  وی در بازی‌های المپیک تابستانی ۱۹۳۶ شرکت کرده است.